# Péninsule européenne
La péninsule européenne, également nommée péninsule centrale européenne, est une vaste proéminence du littoral occidental du continent eurasiatique. Rattaché au reste du continent par l’isthme Ponto-Baltique, la péninsule européenne est entourée par la mer du Nord et la mer Baltique au Nord, par la mer Noire et la mer Méditerranée au Sud ainsi que par l’Océan Atlantique à l’Ouest.
Cette péninsule se distingue des autres îles et péninsules traditionnellement considérées comme Européennes telles que la péninsule Scandinave située plus au Nord, la péninsule Anatolienne au Sud ainsi que des îles Britanniques à l’Ouest. Elle communique toutefois avec ces espaces, au travers de plusieurs détroits, tels que le détroit d’Øresund, le détroit du Bosphore, le détroit des Dardanelles ainsi que le Pas de Calais.

## Climat
Relativement élancée vers l’Atlantique Nord, et entourée par des mers ouvertes sur cet océan, la péninsule européenne est largement soumise à l’influence maritime du Gulf Stream et des vents d’ouest (Westerlies Nord). Cette caractéristique apporte une plus grande douceur climatique que le reste de l'Eurasie et notamment que l’Asie centrale et la Sibérie, qui bien que situées sous des latitudes équivalentes, connaissent un climat continental, subarctique ou aride.